# Desfile del Torneo de las Rosas

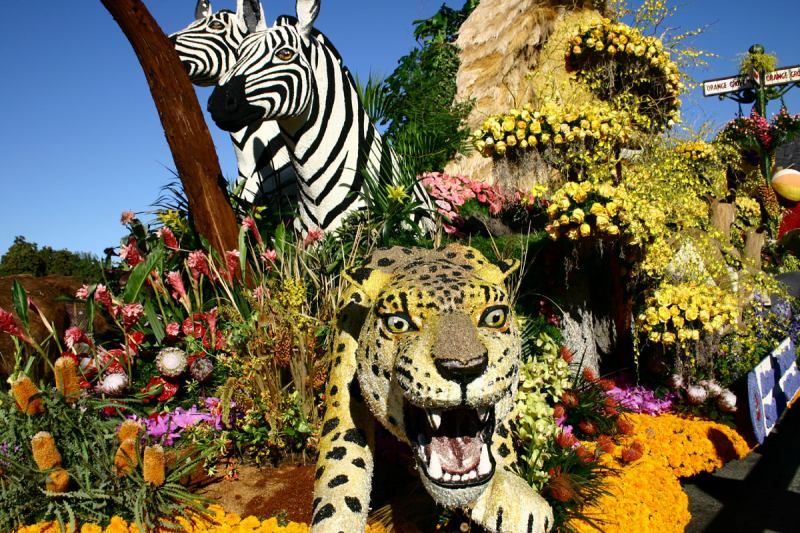
Una Carroza típica en el desfile, todo material usado es naturalmente crecido.

El Desfile del Torneo de las Rosas (Tournament of Roses Parade en inglés) se realizó por primera vez el día 1 de enero de 1890 en Pasadena (California), 8 millas (13 kilómetros) al norte del Centro de Los Ángeles. Es el desfile anual más popular de los Estados Unidos, que se celebra cada día de año nuevo, excepto cuando el año nuevo cae en domingo. En ese caso, el torneo se celebra el lunes siguiente, 2 de enero. Esta situación se dio por primera vez en 1893.
Tradicionalmente, el desfile es retrasmitido por varias cadenas de televisión locales, nacionales e internacionales, con miles de televidentes viendo las carrozas y la gente por la ruta. Desde 1923, a continuación del desfile se disputa el partido de fútbol americano universitario denominado Rose Bowl.

## Historia
Creado en 1890 por los socios del Club de Caza Valle de Pasadena, el Torneo ha cambiado drásticamente desde su inicio. Originalmente, los socios del Club de Caza, que eran antiguos residentes de la costa este y del medio oeste de los Estados Unidos, celebraban con el Torneo la bondad del clima de California. En una reunión del club, el profesor Charles F. Holder comentó: «En Nueva York, la gente está enterrada en la nieve. Aquí, nuestras flores están a punto de florecer y nuestras naranjas de madurar. Celebremos un festival para enseñar al mundo nuestro paraíso».
Y así, el Club decidió organizar su primer desfile de año nuevo. Carrozas tiradas por caballos cubiertas con flores eran seguidas por carreras de atletismo, partidos de polo, y tira y afloja. Al ver la exhibición de rosas el día del desfile, el profesor decidió nombrar al torneo "Torneo de las Rosas". En los años siguientes, se invitó a varias bandas de música y se motorizaron las carrozas. Para el año 1895, el evento se había convertido en algo tan grande que el Club de Caza resultaba insuficiente para su organización, por lo que se fundó la Asociación del Torneo de las Rosas. Para la 11.ª edición, en el año 1900, el terreno donde se celebraba el evento pasó a denominarse Parque del Torneo. Se encuentra al lado del Instituto Tecnológico de California. Las actividades fueron creciendo y pronto alcanzó renombre nacional.
Cuando se creó el desfile en 1890 Pasadena era un pueblito y no la ciudad que hoy se le conoce, entonces el ruido que hacían los carros tirados por caballos interrumpía el servicio religioso de los fieles que asistían a sus iglesias interrumpiendo y distrayéndolos. A partir de 1893 se lleva a cabo el lunes 2 de enero cuando el 1 coincida con domingo. Esto es cada 5 a 6 años.
Por primera vez desde la Segunda Guerra Mundial, no se realizó el desfile el 2021 debido a la pandemia del Coronavirus.El primero de enero del año 2022 si pudo realizarse nuevamente este desfile.
¡!== Tema anual ==
El presidente de la asociación elige cada año un tema para el desfile, que inspira los adornos de las carrozas.
Temas elegidos, por orden cronológico
- 1918 Patriotism - Patriotismo
- 1919 Victory Tournament- Torneo de Victoria
- 1920 Prosperity- Prosperidad
- 1921-1926 No Themes - no Hubo tema
- 1927 Songs in Flowers - Canciones en Flores
- 1928 States & Nations in Flowers - Naciones y Estados en Flores
- 1929 Poems in Flowers - Poemas en Flores
- 1930 Festival Days in Flowers - Día de festival en Flores
- 1931 Dreams in Flowers - Sueños en Flores
- 1932 Nations & Games in Flowers - Naciones y Juegos en Flores
- 1933 Fairy Tales in Flowers - Cuentos en Flores
- 1934 Tales of the Seven Seas  - Cuentos de los Siete Mares
- 1935 Golden Legends - Leyendas de Oro
- 1936 History in Flowers - Historia en Flores
- 1937 Romance in Flowers  - Romance en Flores
- 1938 Playland Fantasies - Fantasías de la tierra de los juegos
- 1939 Golden Memories - Memorias Doradas
- 1940 20th Century in Flowers - El Siglo XX en Flores
- 1941 America in Flowers - America en Flores †
- 1942 The Americas - Las Américas
- 1943 We're in to Win - Estamos aquí para Ganar
- 1944 Memories of the Past - Memorias del Pasado
- 1945 Hold a Victory so Hardly Won - Lograr una victoria merecida
- 1946 Victory, Unity and Peace - Victoria, Unidad Y Paz
- 1947 Holidays in Flowers - Vacaciones en Flores
- 1948 Our Golden West - Nuestro Oeste Dorado
- 1949 Childhood Memories - Memorias Infantiles
- 1950 Our American Heritage - Nuestra Herencia Americana *
- 1951 Joyful Living - Viviendo Felices
- 1952 Dreams of the Future - Sueños del Futuro
- 1953 Melodies in Flowers - Melodías en Flores
- 1954 Famous Books in Flowers - Libros Famosos en Flores
- 1955 Familiar Sayings in Flowers - Dichos populares en Flores
- 1956 Pages From the Ages - Páginas de los Siglos
- 1957 Famous Firsts in Flowers - Principios Famosos en Flores
- 1958 Daydreams in Flowers - Sueñoos de día en Flores
- 1959 Adventures in Flowers - Aventuras en flores
- 1960 Tall Tales and True - Cuentos y Verdades
- 1961 Ballads in Blossom - Baladas en Flores
- 1962 Around the World in Flowers - Alrededor del Mundo en Flores
- 1963 Memorable Moments - Momentos Memorables
- 1964 Symbols of Freedom  - Símbolos de Libertad
- 1965 Headlines in Flowers - Títulos en Flores
- 1966 It's a Small World - Es un Mundo Pequeño
- 1967 Travel Tales in Flowers - Cuentos de Viajes en Flores
- 1968 Wonderful World of Adventure - Mundo Fantástico de Adventuras
- 1969 A Time to Remember - Un Tiempo para Recordar
- 1970 Holidays Around the World  - Días Festivos alrededor del Mundo
- 1971 Through the Eyes of a Child - A través de los ojos de Un Niño
- 1972 The Joy of Music  - La Felicidad de la Música
- 1973 Movie Memories - Memorias del Cine
- 1974 Happiness Is... - La Felicidad es...
- 1975 Heritage of America - Herencia de América †
- 1976 America, Let's Celebrate! - ¡ Celebremos, América ! †
- 1977 The Good Life - La Buena Vida
- 1978 On the Road to Happiness - En el camino hacia la felicidad
- 1979 Our Wonderful World of Sports - Nuestro mundo maravilloso de deportes
- 1980 Music of America - Música de América †
- 1981 The Great Outdoors - El Gran Aire Libre
- 1982 Friends and Neighbors - Vecinos y Amigos
- 1983 Rejoice! - ¡ Regocijaros !
- 1984 A Salute to the Volunteer  - Un Saludo a los Voluntarios
- 1985 The Spirit of America - El Espíritu de América †
- 1986 A Celebration of Laughter - Una Celebración para Reír
- 1987 A World of Wonders - Un Mundo de Maravillas
- 1988 Thanks to Communications - Gracias a la Comunicación
- 1989 Celebration 100 - Celebrando 100 años
- 1990 A World of Harmony  - Un Mundo de Armonía
- 1991 Fun 'n' Games - Juegos y Diversión
- 1992 Voyages of Discovery - Viaje de descubriminto
- 1993 Entertainment on Parade - Entretenimiento en Desfile
- 1994 Fantastic Adventure - Aventura Fantástica
- 1995 SPORTS-Quest for Excellence - DEPORTES-Conquista de la excelencia
- 1996 Kids' Laughter & Dreams - Niños, Sueños y Risas
- 1997 Life's Shining Moments - Momentos Brillantes de la Vida
- 1998 Hav'n Fun - Pasándoselo Bien
- 1999 Echoes of the Century - Ecos del centenario
- 2000 Celebration 2000: Visions of the Future - Celebración 2000: Visiones del Futuro
- 2001 Fabric of America - Los Textiles de América †
- 2002 Good Times - Buenos Tiempos
- 2003 Children's Dreams, Wishes and Imagination - Sueños, Deseos e Imaginación de Niños
- 2004 Music Music Music - Música Música Música
- 2005 Celebrate Family - Celebrando La Familia
- 2006 It's Magical - Es Mágico
- 2007 Our Good Nature - Nuestra Buena Naturaleza
- 2008 Passport to the World's Celebrations - Pasaporte a las Celebraciones del Mundo
- 2009 Hats Off to Entertainment - Nuestros Saludos al Entretenimiento
- 2010 A cut above the rest - Un corte sobre los demás
- 2011 Building Dreams, Friendships and Memories  - Construyendo Sueños, Amistades, y Memorias
- 2012 Just Imagine.. - Imagínense...
- 2013 Oh, the Places You'll Go! - ¡Oh, los lugares donde vas a ir!
- 2014 Dreams Come True - Los sueños se hacen realidad.
- 2015 Inspiring Stories - Historias inspiradoras.
- 2016 Find your Adventure - Encontrando aventuras.
- 2017 Echoes of Success - Ecos del suceso.
- 2018 Making a Difference - Haciendo una diferencia.
- 2019 The Melody of Life - La Melodía de la vida.
- 2020 The Power of Hope - El Poder de la Esperanza.
- 2021 Desfile fue cancelado por la pandemia COVID-19
- 2022 Dream, Believe, Achieve - Sueña, Cree, Alcanza.
- 2023 Turning the Corner - Girando la Esquina.
- 2024 Celebrating the World of Music: The Universal Language - Celebrando el Mundo de la Música: El Idioma Universal.
- 2025 Best Day Ever! - ¡El Dia Mejor!

- La palabra América es usada, para referirse a Estados Unidos de América.

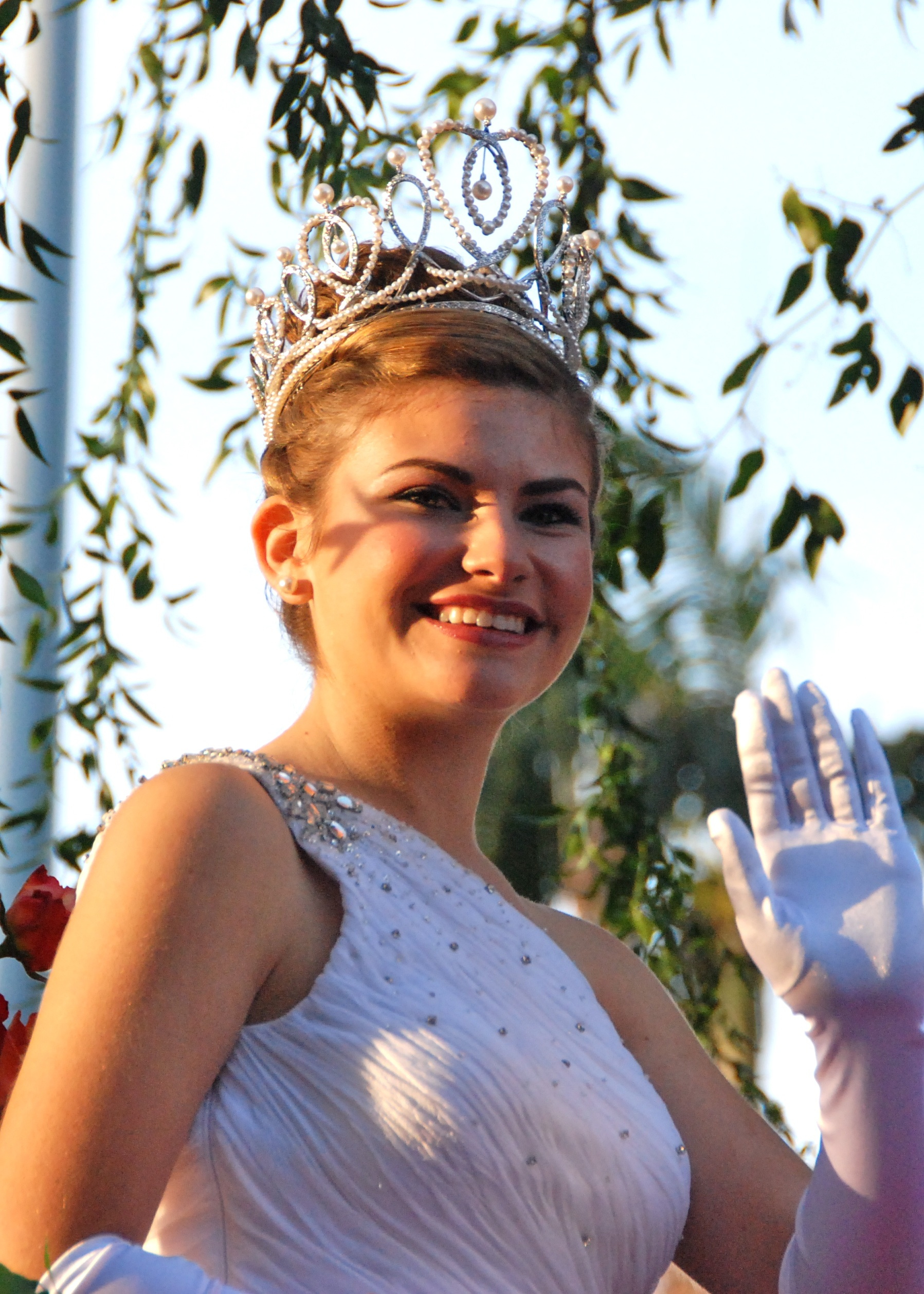
Natalie Innocenzi, 2010 Rose Queen.

## Carrozas notables
- Una carroza con una Montaña Rusa.
- Una Réplica de la Estatua de la Libertad de 50-pies.
- Un Chef robot con manos movibles.
- Un Paraíso Tropical, lleno de animales.
- Un tobogán de agua.
- Dos dragones de fuego.

## Espectadores
- Entre 800,000 y 1,000,000 en los años recientes. Estudio hecho por el departamento de policía de Pasadena y el departamento del Alguacil del Condado de Los Ángeles.

## Partido Rose Bowl
El partido anual de fútbol americano universitario conocido como Rose Bowl es un encuentro que se celebra el día de año nuevo en el Estadio Rose Bowl, a continuación del desfile. Es apodado el "abuelo" de todos los bowls, por ser el más antiguo y, por su larga trayectoria, el más prestigioso. Es parte del evento anual del Torneo de las Rosas.

## Bandas Musicales Latinas
A partir del año 2001, Las Bandas Musicales latinas han sido partícipes del Desfile del Torneo de las Rosas. Siendo la Banda Escolar de Guayanilla, Puerto Rico, la primera en desfilar y la Banda Latina con  mayor número de presentaciones por el momento: 2001, 2008, 2012 y 2019. 
Listado de Bandas Latinas Participantes y sus Órdenes de Salida en el Desfile de las Rosas 
- Banda Escolar de Guayanilla Puerto Rico 2001               -         Posición Número 54
- Aguiluchos Marching Band México 2004                       -        Posición Número 43
- Banda Conservatorio de Artes de Cartágo Costa Rica 2005    -         Posición Número 20
- Banda Nuestros Ángeles de Sonora México 2006               -        Posición Número 34
- Delfines Marching Band México 2007                         -         Posición Número 47
- Banda Nuestros Angeles El Salvador 2008                    -         Posición Número 73
- Banda Escolar de Guayanilla Puerto Rico 2008               -         Posición Número 78
- Águilas Doradas Marching Band México 2009                  -         Posición Número 64
- Pedro Molina Latin Band Guatemala 2010                     -        Posición Número 41
- Delfines Marching Band México 2011                         -        Posición Número 40
- Banda Escolar de Guayanilla, Puerto Rico 2012              -        Posición Número 40
- Banda El Salvador El Salvador 2013                         -        Posición Número 68
- Aguiluchos Marching Band México 2013                       -        Posición Número 84
- Banda de Música Herberto López Panamá 2014                 -        Posición Número 74
- Delfines Marching Band México 2015                         -         Posición Número 81
- Águilas Doradas Marching Band México 2016                  -        Posición Número 60
- Búhos Marching Band México 2017                            -         Posición Número 23
- Banda de Música Herberto López Panamá 2018                 -         Posición Número 87
- Banda Escolar de Guayanilla, Puerto Rico 2019              -         Posición Número 22
- Banda Municipal de Acosta, Costa Rica 2019                 -        Posición Número 77
- Aguiluchos Marching Band México 2020.                      -         Posición Número 29
- Banda Municipal de Zarcero, Costa Rica 2020.               -         Posición Número 39
- Banda Universidad de Puerto Rico Mayagüez (RUM). 2020.     -         Posición Número 59
- Banda El Salvador: Grande como su gente, El Salvador 2020. -         Posición Número 75
- Desfile de las Rosas 2021, cancelado por pandemia de COVID-19.

- Desfile de las Rosas 2022, solo participaron Bandas de Los Estados Unidos
- Banda de Música La Primavera, Santiago de Veraguas, Panamá 2023 -    Posición Número 17
- Búhos Marching Band, Xalapa, Veracruz, México 2023              -    Posición Número 66
- Banda Municipal de Zarcero, Costa Rica 2024                     -    Posición Número 18
- All Star Marching Band México 2025
- Banda de Música Herberto López Panamá 2025

## La Mansión Wrigley
La Mansión fue diseñada en 1906 y construida por el arquitecto G. Lawrence Stimson y su padre, George W. Stimson la casa se hizo demasiado grande para los Stimson y la vendieron a William Wrigley Jr. en 1914.
La mansión Wrigley presentó la mansión a la ciudad de Pasadena en 1958 con el entendimiento de que se convertiría en la sede permanente del Torneo de las Rosas , por lo que hoy en día se la conoce como la Casa del Torneo.

## Tour gratuito de la Casa del Torneo de las Rosas
Desde febrero hasta agosto se ofrecen visitas gratuitas a la Casa del Torneo. Todos los jueves entre febrero y agosto a las 2:00 PM y 3:00 PM (hora del Pacífico). No hay proceso de reservación, los huéspedes deben llegar diez minutos antes del tour. Se solicita a los grupos grandes de diez personas o más que se comuniquen con la Asociación del Torneo de las Rosas.
El 15 de febrero de 2019, La Banda de Música La Primavera de Panamá, realizó un Tour y presentación musical en los Jardines de la Mansión Wrigley.

## Especial de Celebración de Año Nuevo del Desfile de Las Rosas 2021
Por motivos de las restricciones en La Ciudad de Pasadena, a causa de la Pandemia del COVID-19. El tradicional Desfile de las Rosas, fue cancelado por tercera vez en la historia desde 1945. En la que no se realizó por razones de la Segunda Guerra Mundial. 
El viernes 1 de enero de 2021, se transmitió por primera vez. La Edición Especial de Año Nuevo del Desfile de las Rosas con diversos segmentos durante las dos horas en la que emitió en diferentes cadenas internacionales. En ellas se relató la historia del desfile de las rosas desde 1895, presentaciones de reconocidos artistas y diversas personalidades en la que destacaron las confecciones de las tradicionales carrozas. 
Las Bandas Musicales seleccionadas para participar en la Edición 132 del Desfile de las Rosas, que no pudieron presentarse de manera presencial, a consecuencia directa de restricciones de movilidad por la Pandemia del COVID-19. Realizaron un ensamble musical de manera virtual, bajo la conducción de la reconocida Rana René de Los Muppets. A su vez las invitaciones para las bandas que no pudieron desfilar, fue movido para el Desfile de las Rosas del 2022. 

### Bandas Musicales Participantes en el Especial de Año Nuevo del Desfile de Las Rosas 2021
Las presentaciones virtuales de las bandas musicales seleccionadas para el Desfile de las Rosas 2021 bajo la conducción del famoso personaje de la serie Los Muppets, la "Rana René". Presentó en el segmento con los estudiantes de bandas pertenecientes a las bandas seleccionadas. Interpretando juntos el tema «Everything's Coming up Roses» (Todo es Color de Rosa).
Las bandas participantes fueron: 
- Arcadia High School Apache Marching (Arcadia, CA)
- Banda de Música La Primavera (Santiago, Veraguas, Panamá)
- Bands of America Honor Band (Recrlutas de todos los 50 estados)
- Downingtown Blue & Gold Marching Band (Downingtown, PA)
- Georgia State University Panther Band (Atlanta, GA)
- Gibson County Tennessee Mass Band (Gibson County, TN)
- Hebron Marching Band (Hebron, TX)
- Homewood High School Patriot Marching Band (Homewood, AL)
- Los Angeles Unified School District All District High School Honor Band (Los Ángeles, CA)
- Mira Mesa High School Sapphire Sound Marching Band and Color Guard (San Diego, CA)
- O’Fallon Township High School Marching Panthers (O’Fallon, IL)
- Royal Swedish Cadet Band (Karlskrona, Suecia)
- St. Ursula Eichi Sendai Japan Honor Green Band (Sendai, Japón)
- Waukee Warrior Regiment (Waukee, IA)